# 桃園市
桃園市（タオユエン/とうえん-し）は、台湾北西部にある中華民国の直轄市。
台湾の空の玄関口である台湾桃園国際空港が立地し、工業地帯を抱えるため東南アジア出身の外国人労働者が多く居住している。市政府所在地は桃園区。
旧・桃園市は、桃園県の県轄市であった。2014年12月25日、桃園県が直轄市の桃園市に昇格したため、旧・桃園市は新・桃園市の下部行政区画の桃園区となった。

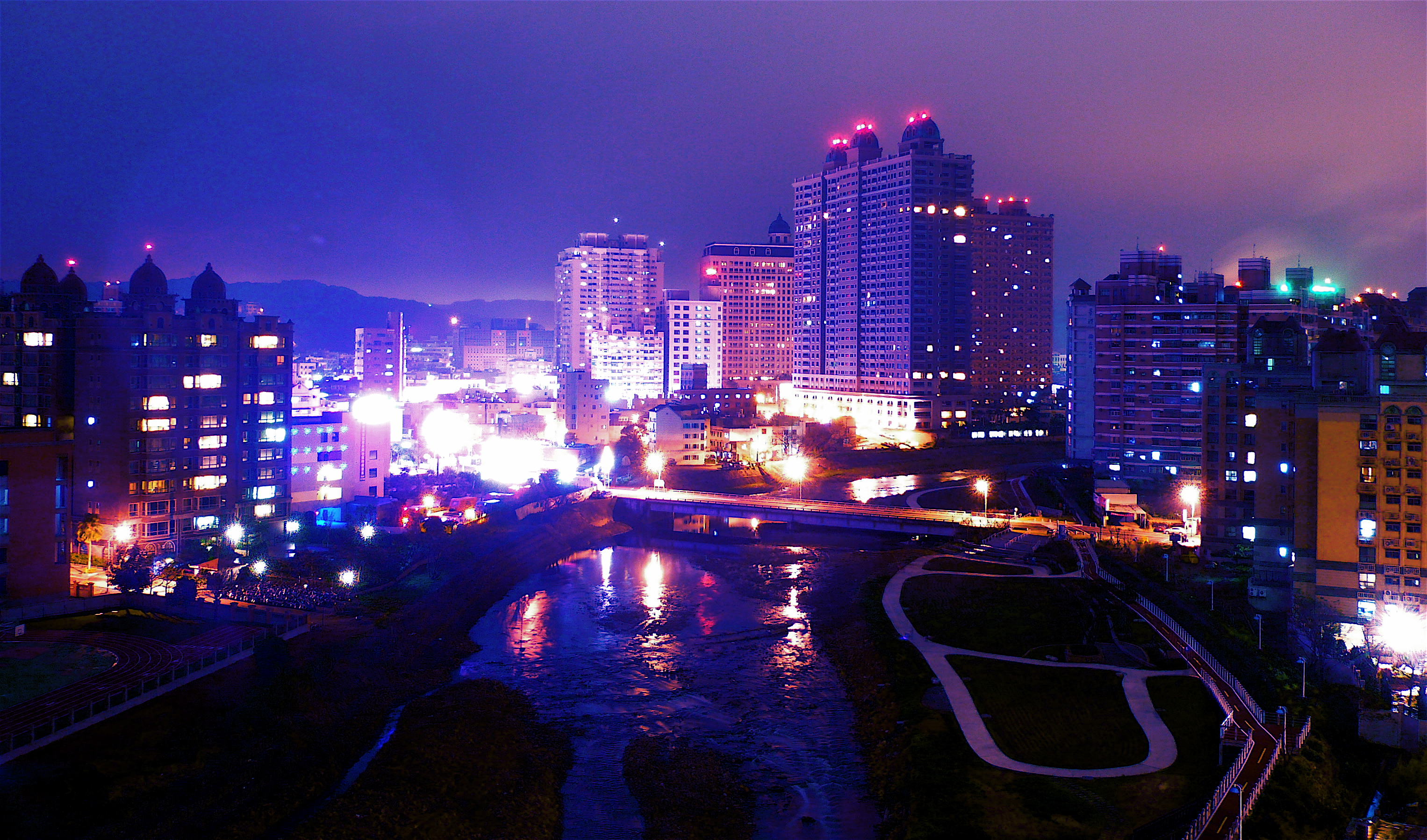
南崁渓の夜景

## 地理
桃園市は台湾北西部の台北都市圏に隣接する台地に位置する。西北から東南にかけて市域が伸びており、東南部は海抜300m以上の丘陵地帯となっている。北部で新北市、南部で新竹県、東部で宜蘭県とそれぞれ接している。
台湾島はプレート境界上に位置していることから地震活動が非常に活発であるが、その中で桃園市は地震が最も少ない地域で、かつ地盤も強固であることから表層地盤増幅率が低くなっている。

### 気候
ケッペンの気候区分では温暖湿潤気候 (Cfa)に属する。
| Taoyuan (1981–2010)の気候 | Taoyuan (1981–2010)の気候 | Taoyuan (1981–2010)の気候 | Taoyuan (1981–2010)の気候 | Taoyuan (1981–2010)の気候 | Taoyuan (1981–2010)の気候 | Taoyuan (1981–2010)の気候 | Taoyuan (1981–2010)の気候 | Taoyuan (1981–2010)の気候 | Taoyuan (1981–2010)の気候 | Taoyuan (1981–2010)の気候 | Taoyuan (1981–2010)の気候 | Taoyuan (1981–2010)の気候 | Taoyuan (1981–2010)の気候 |
| 月                        | 1月                       | 2月                       | 3月                       | 4月                       | 5月                       | 6月                       | 7月                       | 8月                       | 9月                       | 10月                      | 11月                      | 12月                      | 年                        |
| ------------------------- | ------------------------- | ------------------------- | ------------------------- | ------------------------- | ------------------------- | ------------------------- | ------------------------- | ------------------------- | ------------------------- | ------------------------- | ------------------------- | ------------------------- | ------------------------- |
| 平均最高気温 °C （°F）    | 19.1 (66.4)               | 19.6 (67.3)               | 22.1 (71.8)               | 25.7 (78.3)               | 29.2 (84.6)               | 32.0 (89.6)               | 34.3 (93.7)               | 33.8 (92.8)               | 31.1 (88)                 | 27.5 (81.5)               | 24.2 (75.6)               | 20.7 (69.3)               | 26.6 (79.9)               |
| 日平均気温 °C （°F）      | 16.1 (61)                 | 16.5 (61.7)               | 18.5 (65.3)               | 21.9 (71.4)               | 25.2 (77.4)               | 27.7 (81.9)               | 29.6 (85.3)               | 29.2 (84.6)               | 27.4 (81.3)               | 24.5 (76.1)               | 21.5 (70.7)               | 17.9 (64.2)               | 23 (73.41)                |
| 平均最低気温 °C （°F）    | 13.9 (57)                 | 14.2 (57.6)               | 15.8 (60.4)               | 19 (66)                   | 22.3 (72.1)               | 24.6 (76.3)               | 26.3 (79.3)               | 26.1 (79)                 | 24.8 (76.6)               | 22.3 (72.1)               | 19.3 (66.7)               | 15.6 (60.1)               | 20.4 (68.7)               |
| % 湿度                    | 78.5                      | 80.6                      | 79.5                      | 77.8                      | 76.6                      | 77.3                      | 73                        | 74.1                      | 75.8                      | 75.3                      | 75.4                      | 75.4                      | 76.61                     |
| 平均月間日照時間          | 80.6                      | 71.3                      | 89.6                      | 92.6                      | 113.7                     | 121.7                     | 179                       | 188.9                     | 153.7                     | 124                       | 99.4                      | 90.7                      | 1,405.2                   |
| 出典：中央気象局          |                           |                           |                           |                           |                           |                           |                           |                           |                           |                           |                           |                           |                           |

### 行政区画
桃園市は以下の13区から構成される。
| 区分 | 数 | 名称                                                                                       |
| ---- | -- | ------------------------------------------------------------------------------------------ |
| 区   | 13 | 桃園区 八徳区 中壢区 平鎮区 楊梅区 蘆竹区 大渓区 亀山区 龍潭区 大園区 観音区 新屋区 復興区 |

| 名称   | 面積 （km2） | 人口      | 人口密度 （人/km2） |
| ------ | ------------ | --------- | ------------------- |
| 桃園区 | 34.8046      | 427,815   | 12,292              |
| 中壢区 | 76.5200      | 390,251   | 5,100               |
| 平鎮区 | 47.7532      | 218,290   | 4,571               |
| 八徳区 | 33.7111      | 187,848   | 5,572               |
| 楊梅区 | 89.1229      | 161,301   | 1,810               |
| 蘆竹区 | 75.5025      | 155,626   | 2,061               |
| 大渓区 | 105.1206     | 93,388    | 888                 |
| 龍潭区 | 75.2341      | 118,648   | 1,577               |
| 亀山区 | 72.0177      | 145,706   | 2,023               |
| 大園区 | 87.3925      | 85,667    | 980                 |
| 観音区 | 87.9807      | 64,845    | 737                 |
| 新屋区 | 85.0166      | 48,469    | 570                 |
| 復興区 | 350.7775     | 10,932    | 31                  |
| 桃園市 | 1,220.9540   | 2,108,786 | 1,727               |

（2016年1月）

## 歴史

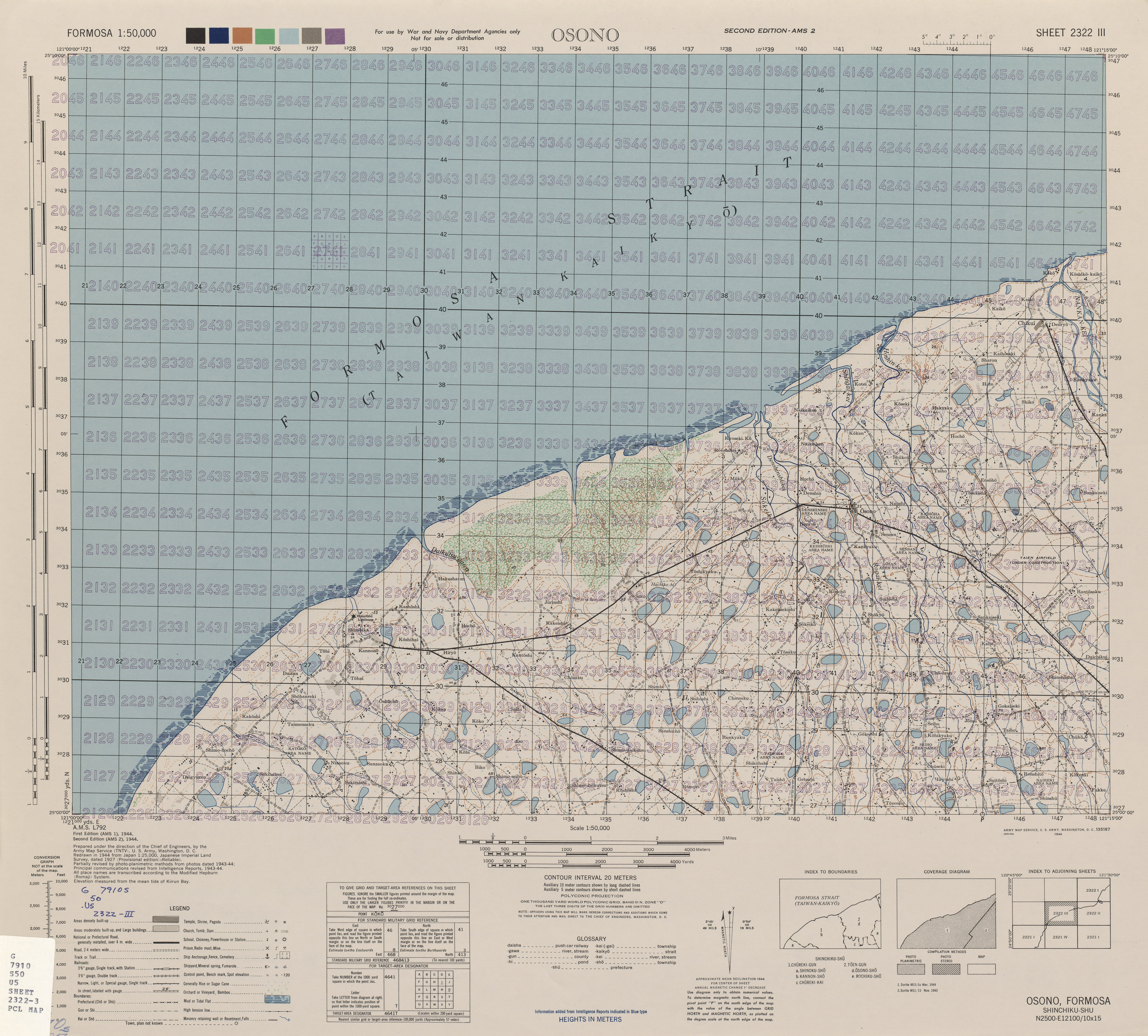
桃園 Ōsono (1944)

桃園は古来は平埔族が居住する地域であり、当時は「虎茅荘」と呼ばれていた。そこに客家人が入植、住居の周囲に桃の木を植えたことから「桃仔園」と呼ばれるようになった。清朝時代の行政区分では桃澗堡と称されている。
- 1733年に台北とを連絡する亀崙山道（現在の省道1号線）が、翌年には中壢との道路が開通したことで漢人の入植が進み、また日本統治時代にも入植が奨励され、この地方の中心地として桃園市が栄えるようになった。

## 政治

### 行政

#### 首長
歴代市長
- 民選県長

| 代     | 氏名   | 就任           | 退任           | 備考       |
| ------ | ------ | -------------- | -------------- | ---------- |
| 初代   | 徐崇徳 | 1951年5月1日   | 1954年6月2日   | 中国国民党 |
| 第2代  | 徐崇徳 | 1954年6月2日   | 1957年6月2日   | 中国国民党 |
| 第3代  | 張芳燮 | 1957年6月2日   | 1960年6月2日   | 中国国民党 |
| 第4代  | 呉鴻麟 | 1960年6月2日   | 1964年6月2日   | 中国国民党 |
| 第5代  | 陳長寿 | 1964年6月2日   | 1968年6月2日   | 中国国民党 |
| 第6代  | 許新枝 | 1968年6月2日   | 1972年6月2日   | 中国国民党 |
| 代理   | 李樹猶 | 1972年6月2日   | 1973年2月1日   | 中国国民党 |
| 第7代  | 呉伯雄 | 1973年2月1日   | 1976年12月20日 | 中国国民党 |
| 代理   | 翁鈐   | 1976年12月20日 | 1977年12月20日 | -          |
| 第8代  | 許信良 | 1977年12月20日 | 1979年7月1日   | -          |
| 代理   | 葉国光 | 1979年7月1日   | 1981年12月20日 | 中国国民党 |
| 第9代  | 徐鴻志 | 1981年12月20日 | 1985年12月20日 | 中国国民党 |
| 第10代 | 徐鴻志 | 1985年12月20日 | 1989年12月20日 | 中国国民党 |
| 第11代 | 劉邦友 | 1989年12月20日 | 1993年12月20日 | 中国国民党 |
| 第12代 | 劉邦友 | 1993年12月20日 | 1996年11月21日 | 中国国民党 |
| 代理   | 廖本洋 | 1996年11月21日 | 1997年3月28日  | 中国国民党 |
| 補選   | 呂秀蓮 | 1997年3月28日  | 1997年12月20日 | 民主進歩党 |
| 第13代 | 呂秀蓮 | 1997年12月20日 | 2000年5月20日  | 民主進歩党 |
| 代理   | 許應深 | 2000年5月20日  | 2001年12月20日 | 民主進歩党 |
| 第14代 | 朱立倫 | 2001年12月20日 | 2005年12月20日 | 中国国民党 |
| 第15代 | 朱立倫 | 2005年12月20日 | 2009年9月10日  | 中国国民党 |
| 代理   | 黄敏恭 | 2009年9月10日  | 2009年12月20日 | 中国国民党 |
| 第16代 | 呉志揚 | 2009年12月20日 | 2014年12月25日 | 中国国民党 |

- 民選市長

| 代   | 氏名   | 就任           | 退任           | 備考       |
| ---- | ------ | -------------- | -------------- | ---------- |
| 初代 | 鄭文燦 | 2014年12月25日 | 2018年12月25日 | 民主進歩党 |
| 二代 | 鄭文燦 | 2018年12月25日 | 2022年12月25日 | 民主進歩党 |
| 三代 | 張善政 | 2022年12月25日 | 現職           | 中国国民党 |

## 対外関係

### 姉妹都市･提携都市

#### 国外
姉妹都市
- ハートフォード郡（アメリカ合衆国 コネチカット州）- 1982/6/16
- アラメダ郡（アメリカ合衆国 カリフォルニア州）- 1998/9/14
- アーバイン（アメリカ合衆国 カリフォルニア州）- 2001/2/2
- ダラス郡（アメリカ合衆国 テキサス州）- 2007/1/12
- 加賀市（日本国 中部地方 石川県）- 2016/5/19
- ラマト・ガン（イスラエル国 テルアビブ地区）- 2016/7/12
- 香川県（日本国 四国地方）- 2016/7/18
- 千葉県（日本国 関東地方）- 2016/8/9
- 亀尾市（大韓民国 慶尚北道）- 2016/9/7
- 成田市（日本国 関東地方 千葉県）- 2016/9/16
- 論山市（大韓民国 忠清南道）- 2016/10/25
- コタキナバル（マレーシア連邦 サバ州）- 2017
- サンバーナーディーノ郡（アメリカ合衆国 カリフォルニア州）- 2017/2/25
- 宮崎市（日本国 九州地方 宮崎県）- 2017/10/5
- グルノーブル（フランス共和国 オーヴェルニュ･ローヌ･アルプ地方 イゼール県）- 2018/3/29
- オール環礁（マーシャル諸島共和国 ラタック列島）- 2018/7/31

#### 国内
- 苗栗市（中華民国 苗栗県）- 2006

## 経済
桃園は台湾北部の重要な工業地帯で、台湾の製造業のトップ500社の内、200社以上が桃園に工場を設立している。

## マスメディア

### ラジオ
| 局名        | 周波数 | 識別信号 | 出力 |
| Han Sheng   | 693KHz | BEC25    | 10KW |
| Hsien Sheng | 774KHz | BEV88    | 10KW |

## 教育

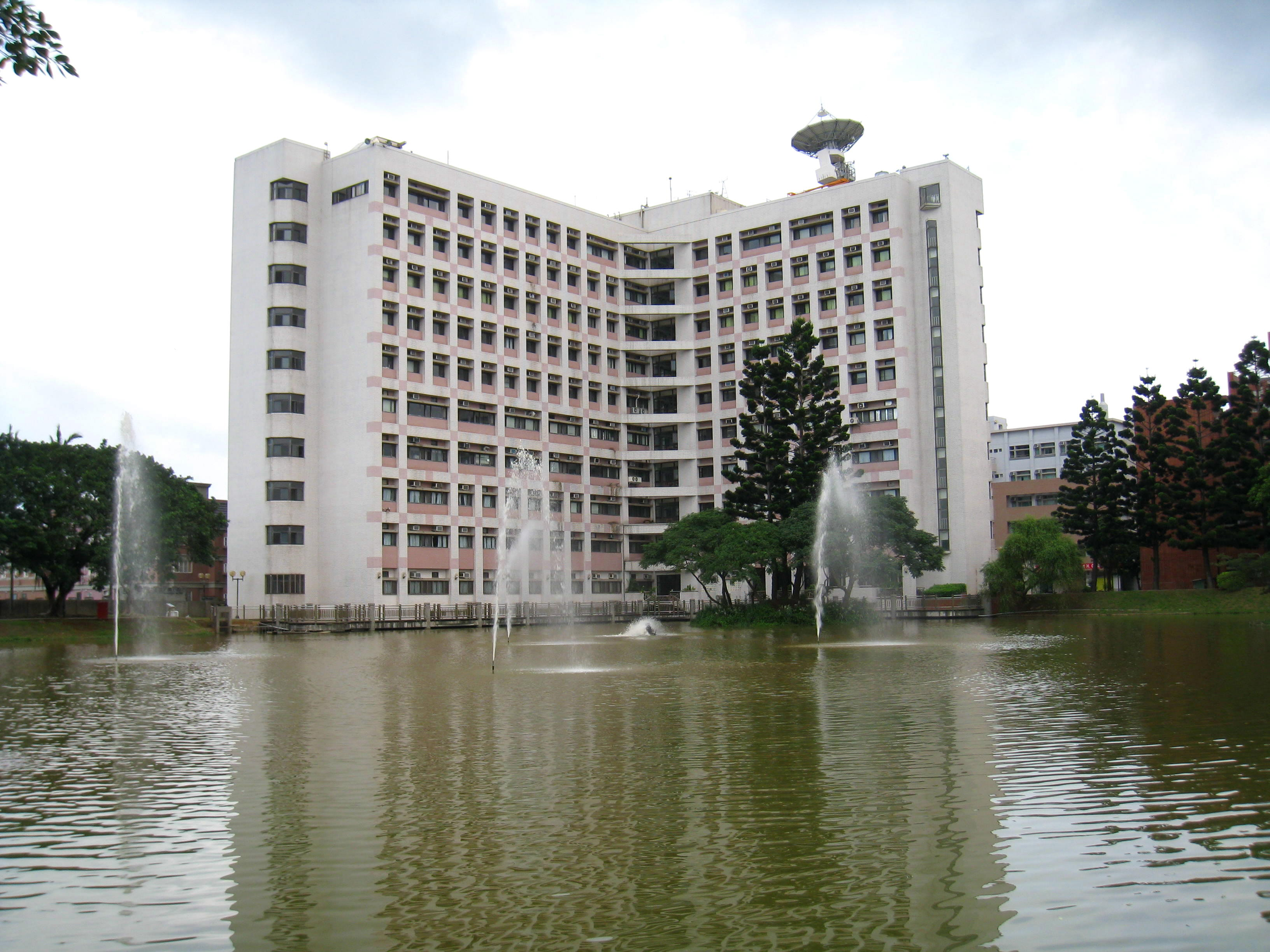
国立中央大学

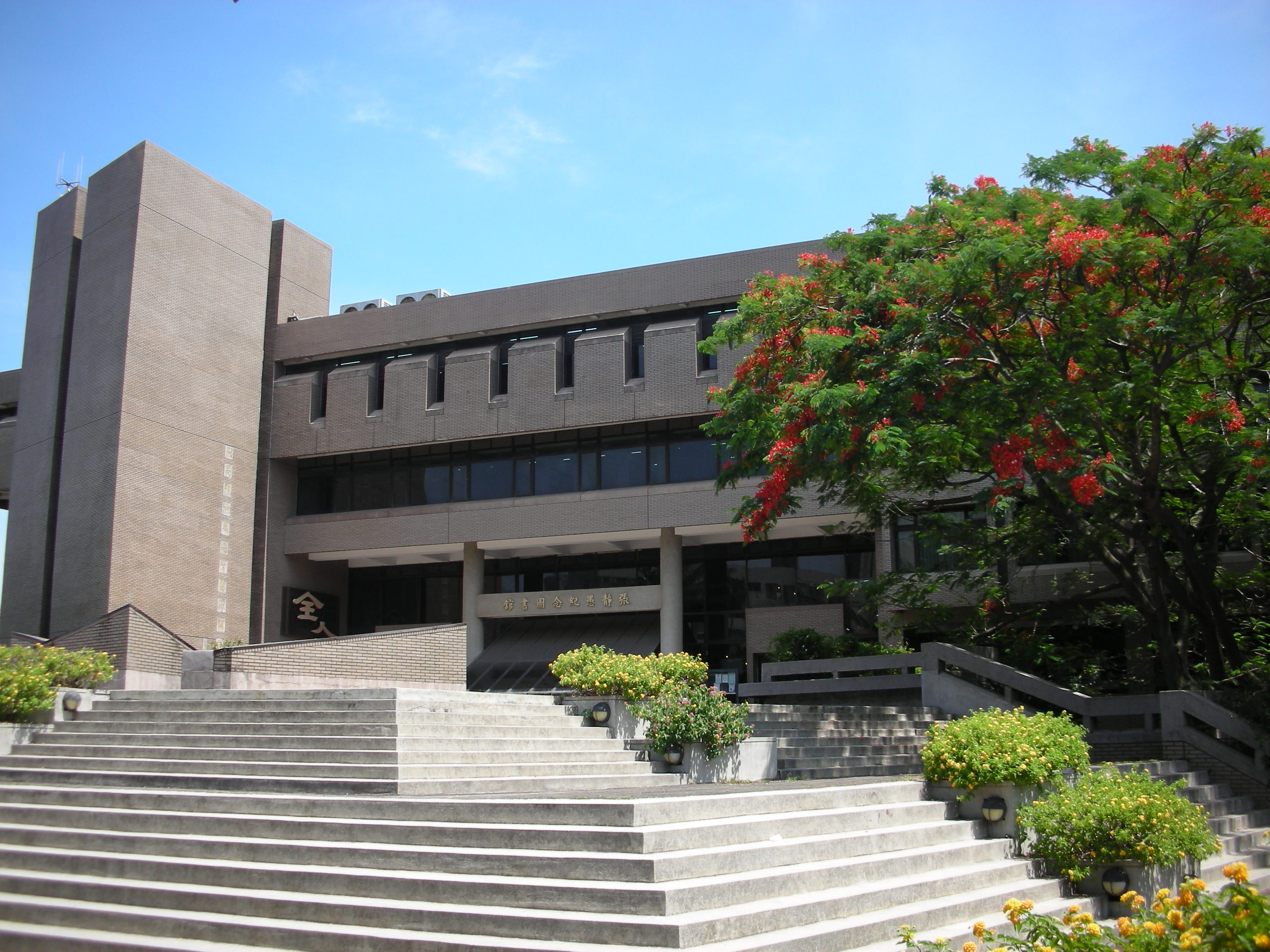
中原大学

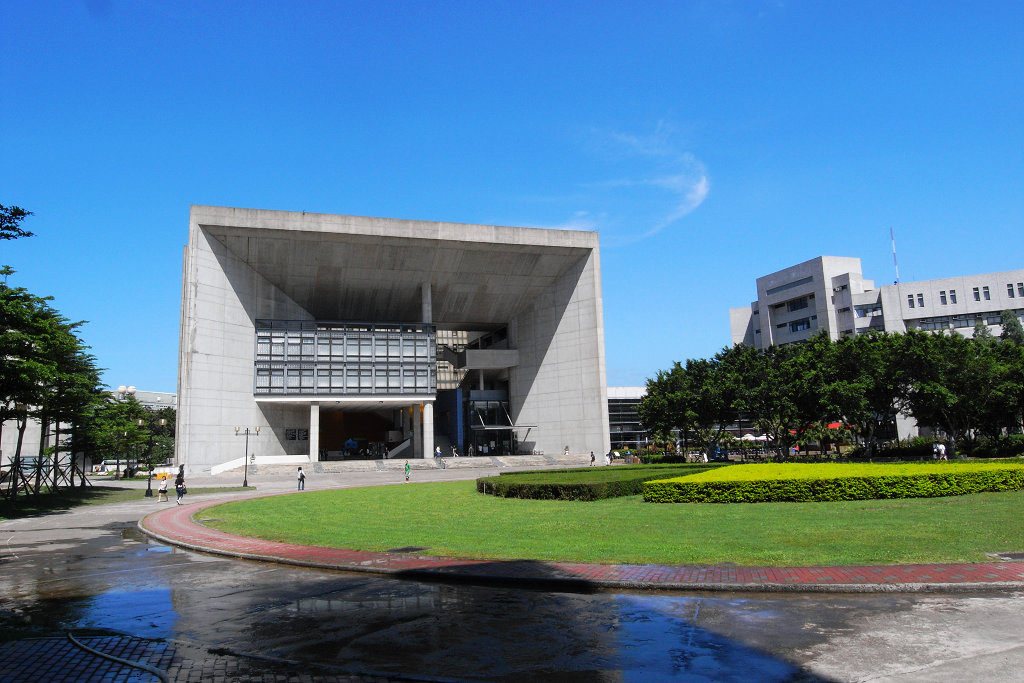
元智大学

### 大学
| - 国立中央大学 - 国立体育大学 - 国立台北商業大学 - 国防大学 - 中央警察大学 | - 中原大学 - 銘伝大学 - 元智大学 - 長庚大学 - 開南大学 | - 健行科技大学 - 龍華科技大学 - 万能科技大学 - 長庚科技大学 |

### 技術学院
- 南亜技術学院

### 専科学校
- 陸軍専科学校（中国語版）
- 新生医護管理専科学校（中国語版）

### 宗教学校
- 聖徳基督学院（中国語版）
- 基督教拓荒宣教神学院（中国語版）
- 台湾新浪潮神学院
- 中華福音神学院
- 円光仏学院

### 高級中学
- 桃園市武陵高級中学
- 国立中央大学附属中壢高級中学
- 桃園市桃園高級中学
- 国立内壢高級中学
- 桃園市陽明高級中学
- 桃園市楊梅高級中学
- 桃園市龍潭高級中学

- 桃園市立平鎮高級中学
- 桃園市立永豊高級中学
- 桃園市立南崁高級中学
- 桃園市立大溪高級中学
- 桃園市立寿山高級中学
- 桃園市立大園国際高級中学
- 桃園市立観音高級中学
- 桃園市立新屋高級中学

- 桃園市治平高級中等学校
- 新興高級中学
- 育達高級中学
- 振声高級中学
- 六和高級中学
- 復旦高級中学
- 光啓高級中学
- 清華高級中学

- 啓英高級中学
- 漢英高級中学
- 至善高級中学
- 大興高級中学
- 大華高級中学

### 高級職業学校
- 国立台北科技大学附属桃園農工高級中等学校
- 桃園市中壢高級商業職業学校
- 桃園市中壢高級家事商業職業学校

- 成功高級工商職業学校
- 方曙高級商工職業学校
- 永平高級工商職業学校

国民中学以下の学校は、下部行政区域の項目を参照の事
- 桃園市の国民中学一覧
- 桃園市の国民小学一覧

## 交通

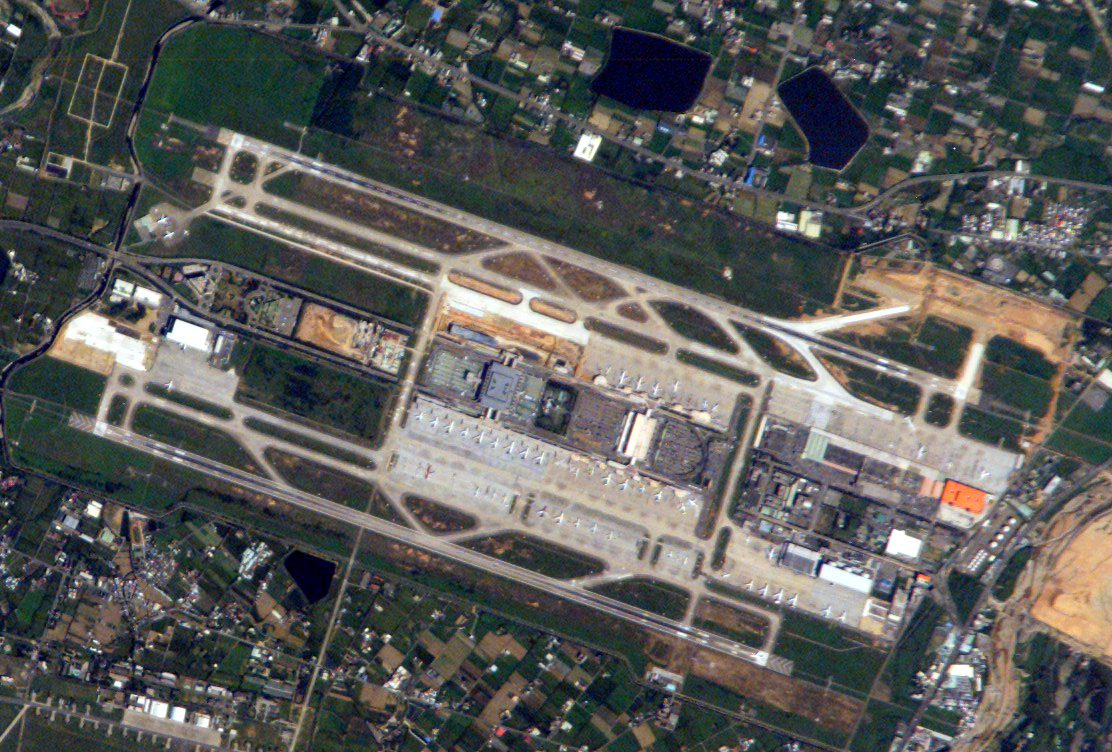
台湾桃園国際空港

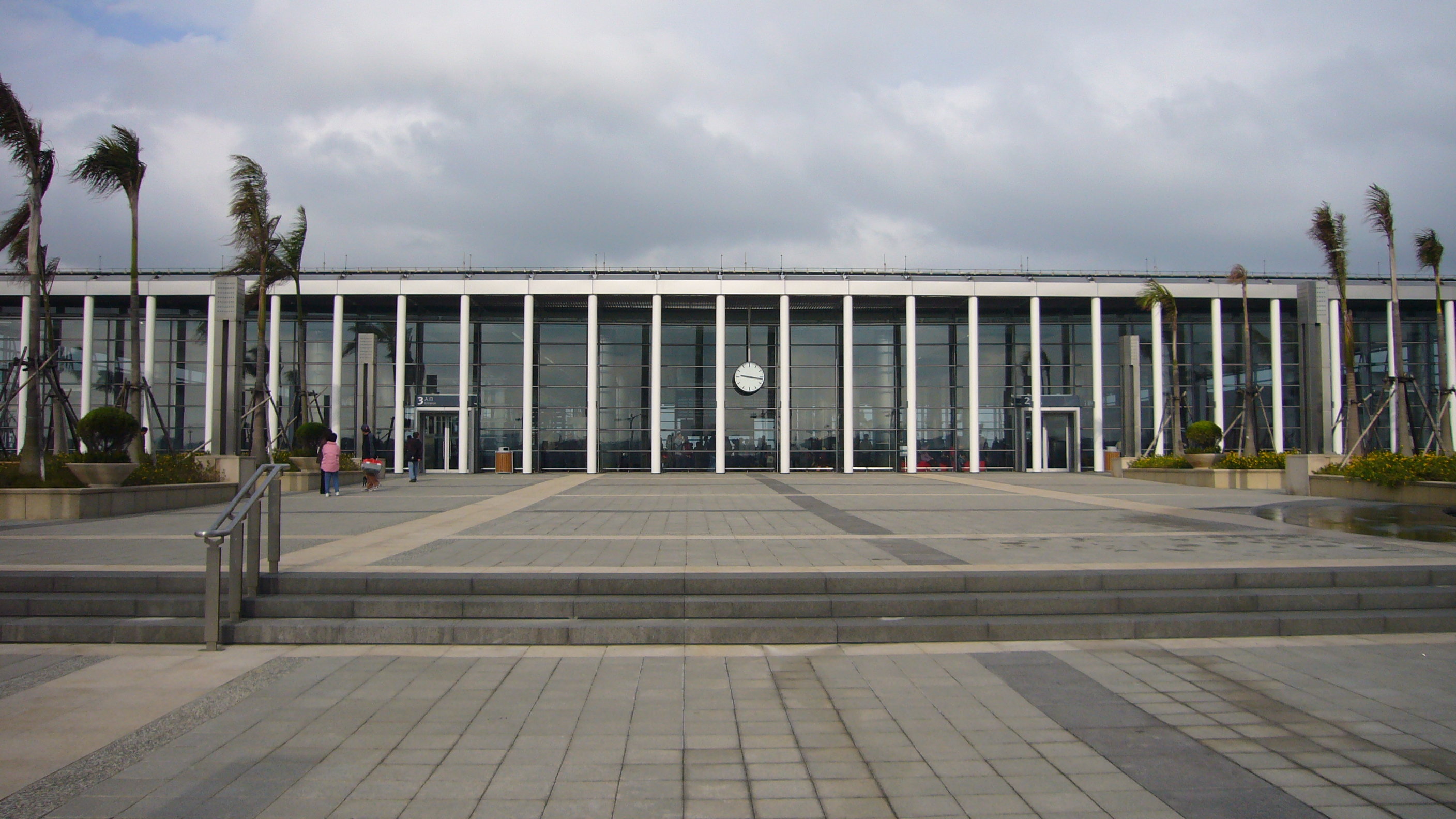
台湾高速鉄道桃園駅

### 空港
- 台湾桃園国際空港

### 鉄道
- 台湾鉄路管理局 縦貫線
  - 桃園駅 - 内壢駅 - 中壢駅 - 埔心駅 - 楊梅駅 - 富岡駅 - 新富駅
- 台湾高速鉄道
  - 桃園駅
- 桃園機場捷運 機場線
  - 体育大学駅 - 長庚医院駅 - (新北市林口区) - 山鼻駅 - 坑口駅 - 機場第一航廈駅 - 機場第二航廈駅 - 機場第三航廈駅 - 機場旅館駅 - 大園駅 - 横山駅 - 領航駅 - 高鉄桃園駅 - 桃園体育園区駅 - 興南駅 - 環北駅-老街渓駅
  - 2022年に環北駅 - 老街渓駅間が、2026年に老街渓駅 - 中壢駅間が開業予定。
- 桃園捷運

### 高速道路
- 高速道路1号（国道1号）
  - 林口IC - 桃園IC - 機場JCT - 内壢IC - 中壢IC - 平鎮JCT - 幼獅IC - 楊梅IC
- 国道2号
  - 機場端 - 大園IC - 大竹IC - 機場JCT - 南桃園IC - 大湳IC
- 国道3号（フォルモサ高速公路）
  - 大渓IC - 龍潭IC

## 観光

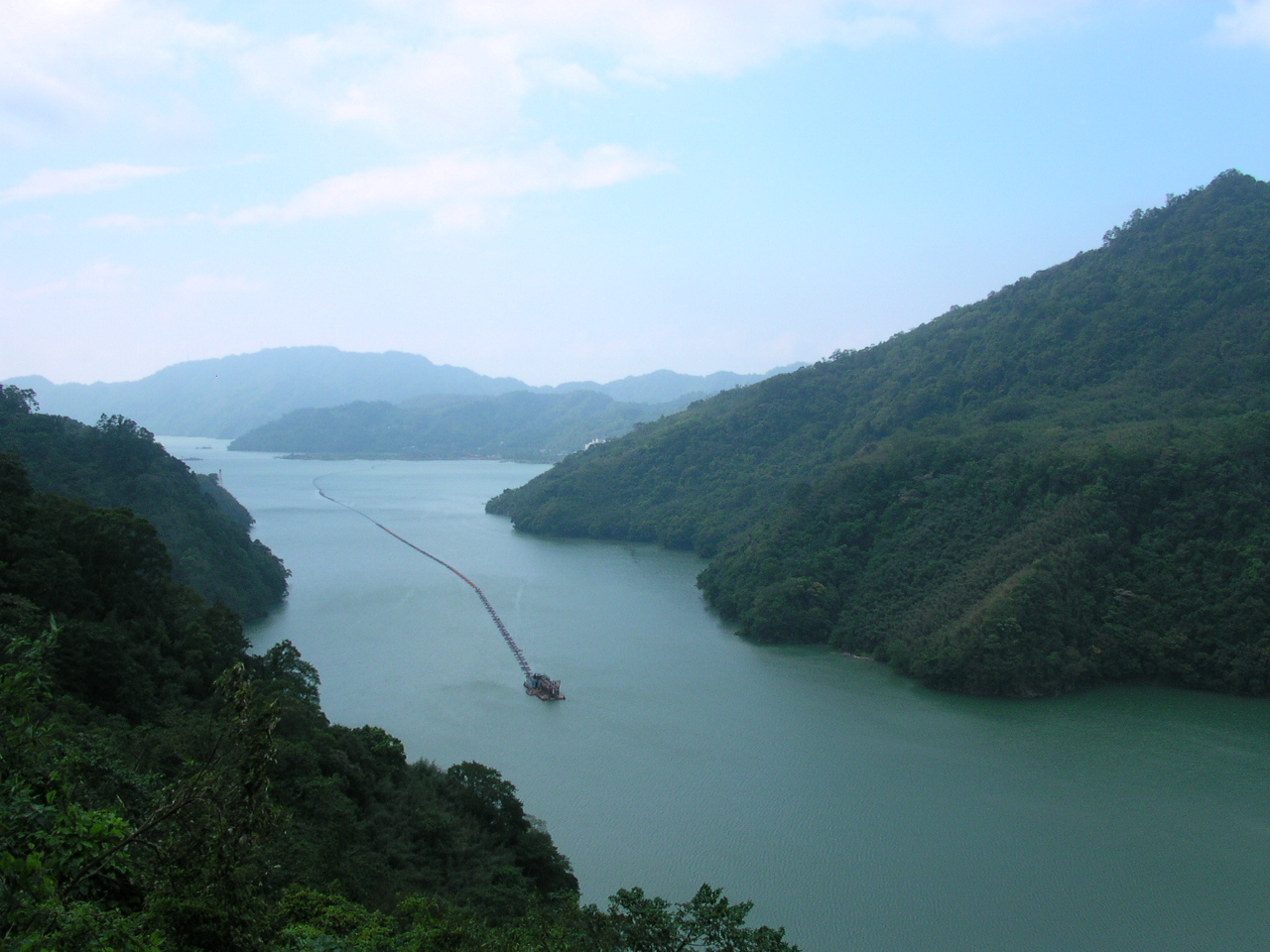
石門ダム

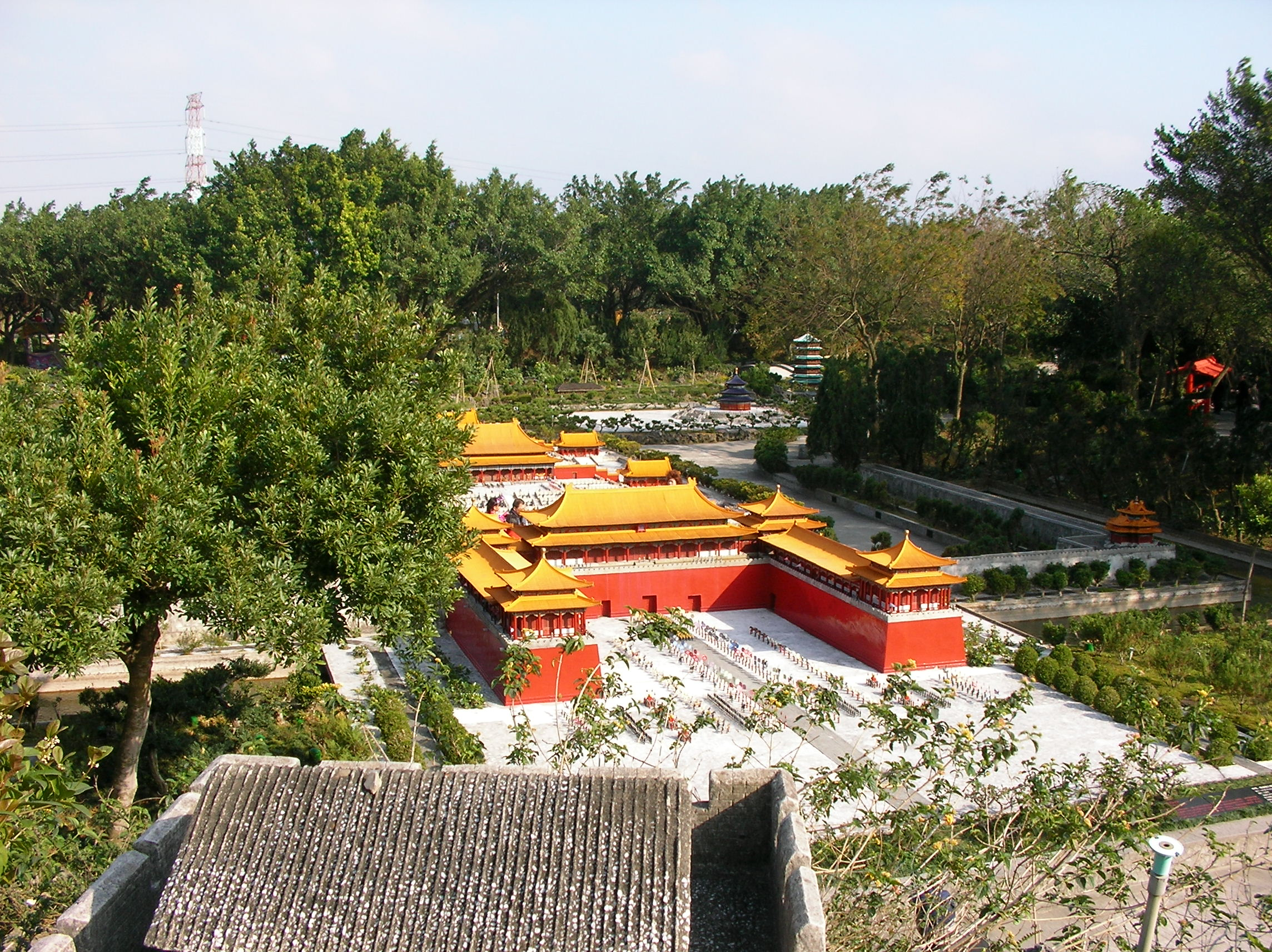
小人国テーマパーク

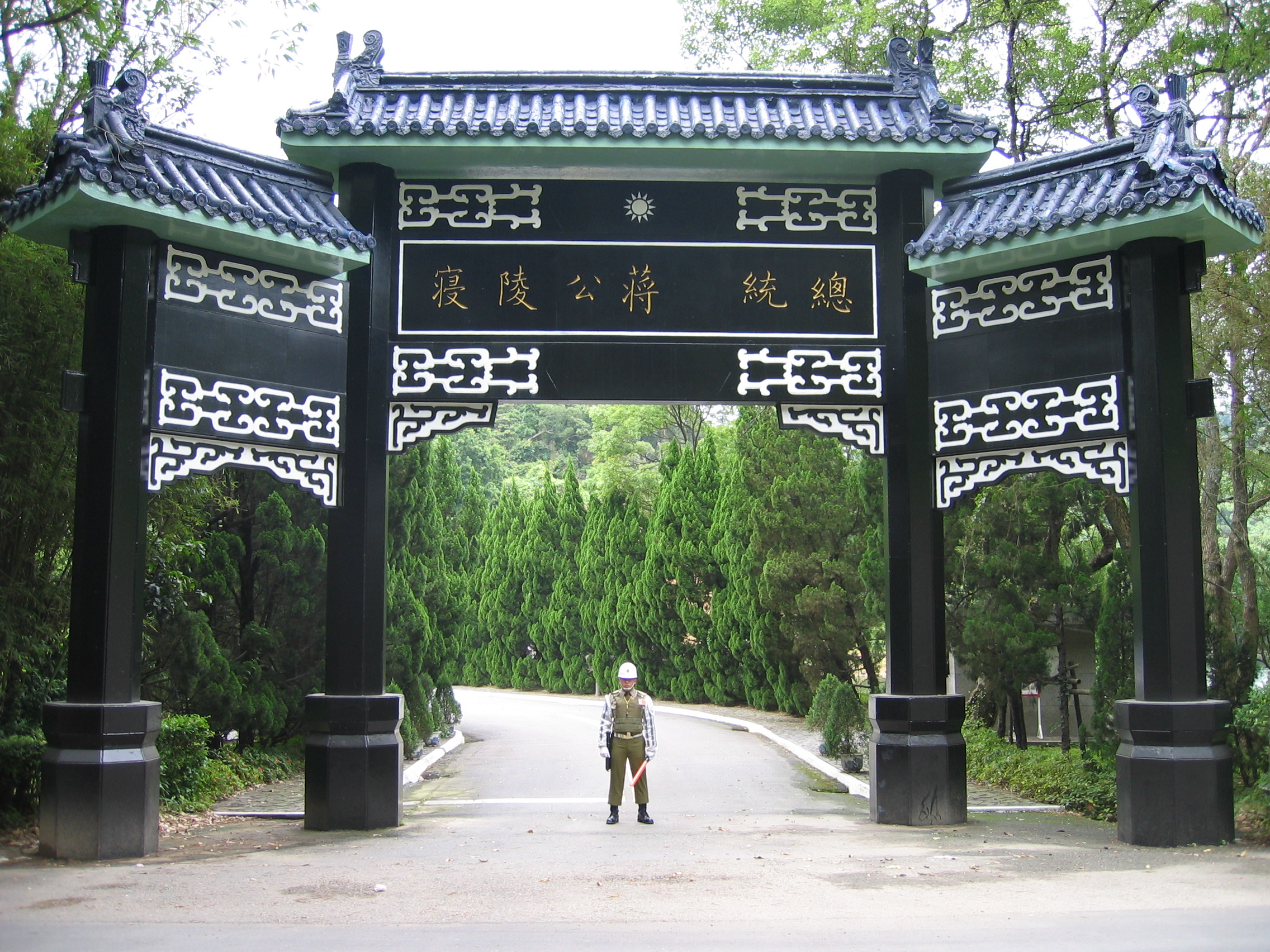
慈湖陵寝

### 観光スポット
- 大渓老街（中国語版）
- 慈湖陵寝（蔣介石の棺が安置されている施設）
- 石門ダム（中国語版）
- 小人国テーマパーク（中国語版）
- 拉拉山（中国語版）
- 渓海花弁園区
- 小烏来スカイウォーク（中国語版）
- 龍潭聖蹟亭（中国語版）
- 桃園神社（桃園市忠烈祠）

## 文化

### スポーツ

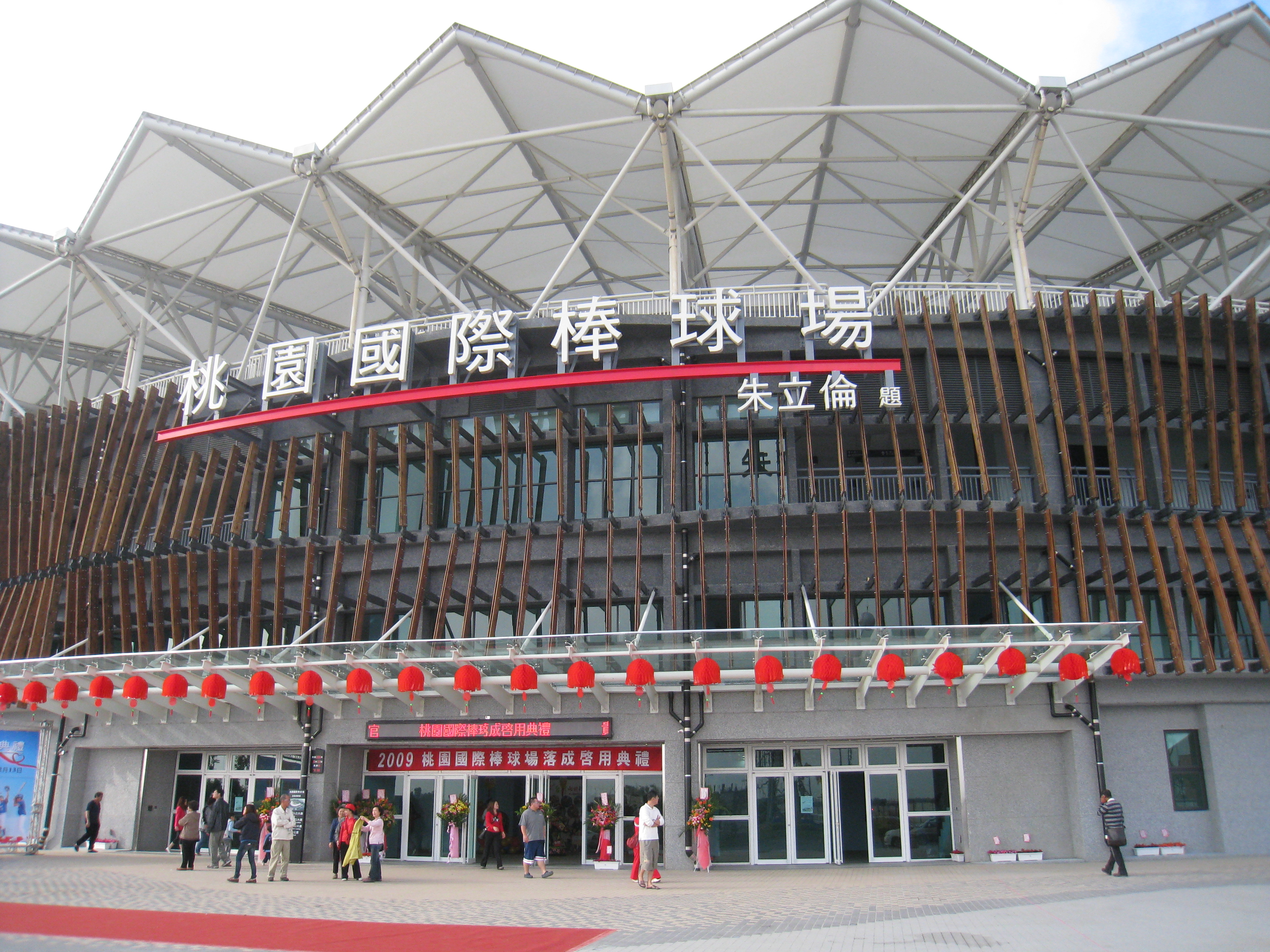
桃園国際野球場

桃園市のプロスポーツのチーム
| 球団           | 分類 | 所属リーグ         | 本拠地             |
| -------------- | ---- | ------------------ | ------------------ |
| 楽天モンキーズ | 野球 | 中華職業棒球大聯盟 | 桃園青埔国際野球場 |

## 出身･関連著名人
- 呂秀蓮 (第10代・第11代中華民国副総統)
- 朱木炎（中国語版） (2004年アテネオリンピックの金メダルを獲得)
- 鄧雨賢　(台湾日本統治時代の音楽家)
- 郭李建夫 (元阪神タイガースのプロ野球選手)
- 曾雅妮 (WPGA GOLF女子選手世界第一)
- 朱立倫 - 政治家。桃園県長、行政院副院長を経て新北市長
- 鄭文燦 - 政治家。県市合併後の初代桃園市長
- 萬芳 - 女優・歌手
- 鄭問 - 漫画家